# 안양동안경찰서
안양동안경찰서(安養東安警察署, Anyang Dongan Police Station)는 경기도남부경찰청이 관할하는 경찰서 중 하나이다. 경기도 안양시 동안구 동안로159번길 43 (비산동)에 위치하고 있다.
서장은 총경으로 보한다.

## 기본 정보
- 주소: 경기도 안양시 동안구 동안로159번길 43 (비산동)
- 우편번호: 14048

## 관할 파출소 및 지구대
안양동안경찰서는 3개의 지구대와 3개의 파출소를 산하에 두고 있다.
| 명칭         | 사진 | 치안센터 사진 | 주소                          | 관할구역                        | 치안센터       |
| ------------ | ---- | ------------- | ----------------------------- | ------------------------------- | -------------- |
| 갈산지구대   |      |               | 흥안대로223번길 30-1 (호계동) | 갈산동, 귀인동, 신촌동, 호계2동 |                |
| 인덕원지구대 |      |               | 흥안대로 530 (관양동)         | 관양동 일부                     |                |
| 비산지구대   |      |               | 관악대로 125 (비산동)         | 비산1·2·3동                     | 운동장치안센터 |
| 범계파출소   |      |               | 평촌대로217번길 57 (호계동)   | 관양동 일부                     |                |
| 평안파출소   |      |               | 관평로138번길 43 (평촌동)     | 평촌동 일부, 관양동 일부        |                |
| 호계파출소   |      |               | 경수대로508번길 17 (호계동)   | 호계1·3동                       |                |

## 같이 보기
- 경기도남부지방경찰청